# Volby do Evropského parlamentu v Německu 1999
Volby do Evropského parlamentu 1999 v Německu se konaly 13. června 1999 a vybíralo se 99 zástupců do Evropského parlamentu.

## Volební výsledky

### Strany, které se dostaly do parlamentu
| Politická strana | Politická strana | Hlasování   | Hlasování | Počet mandátů |
| Politická strana | Politická strana | Počet hlasů | Hlasy v % | Počet mandátů |
| ---------------- | ---------------- | ----------- | --------- | ------------- |
|                  | CDU              | 10 628 224  | 39,3      | 43            |
|                  | SPD              | 8 307 085   | 30,7      | 33            |
|                  | CSU              | 2 540 007   | 9,4       | 10            |
|                  | GRÜNE            | 1 741 494   | 6,4       | 7             |
|                  | PDS              | 1 567 745   | 5,8       | 6             |

### Strany, které se nedostaly do parlamentu
| Politická strana     | Hlasování   | Hlasování | Počet mandátů |
| Politická strana     | Počet hlasů | Hlasy v % | Počet mandátů |
| -------------------- | ----------- | --------- | ------------- |
| FDP                  | 820 371     | 3,0       | –             |
| REP                  | 461 038     | 1,7       | –             |
| GRAUE                | 112 142     | 0,4       | –             |
| ödp                  | 100 048     | 0,4       | –             |
| APD                  | 97 984      | 0,4       | –             |
| PASS                 | 71 430      | 0,3       | –             |
| BP                   | 14 950      | 0,1       | –             |
| PBC                  | 68 732      | 0,3       | –             |
| NATURGESETZ          | 38 139      | 0,1       | –             |
| NPD                  | 107 662     | 0,4       | –             |
| CM                   | 30 746      | 0,1       | –             |
| BüSo                 | 9 431       | 0,0       | –             |
| FAMILIE              | 4 117       | 0,0       | –             |
| ASP                  | 34 029      | 0,1       | –             |
| ZENTRUM              | 7 080       | 0,0       | –             |
| DIE FRAUEN           | 100 128     | 0,4       | –             |
| HP                   | 11 505      | 0,0       | –             |
| Die Tierschutzpartei | 185 186     | 0,7       | –             |

### Statistika
| Sdílení dat          | Sdílení dat | Sdílení dat |
| -------------------- | ----------- | ----------- |
| Celkový počet voličů | 60 786 904  | 100%        |
| Hlasů                | 27 468 932  | 45,2%       |
| Neplatných           | 409 659     | 1,5%        |
| Platných             | 27 059 273  | 98,5%       |